# Summer in the City (lied)
Summer in the City is een poprocklied, oorspronkelijk uitgebracht door de Amerikaanse band The Lovin' Spoonful in 1966. Een bekende coverversie door Joe Cocker kwam uit in 1994. Er zijn nog talrijke andere covers, zoals door The Marmalade (1968), B.B. King (1972), Quincy Jones (1973), The Drifters (1976), Red Face (1980), David Essex (1993), Isaac Hayes (1995), The Stranglers (1997), Joe Jackson (2000), Styx (2005) en Manfred Mann's Earth Band (2005).
Het lied gaat over een stadsbewoner die in eerste instantie baalt van de drukkende stadse zomerhitte. Hij heeft moeite om schaduw te vinden. Maar 's avonds verandert zijn stemming en gaat hij op zoek naar een meisje om mee te dansen. De tekst is gebaseerd op een gedicht van Mark Sebastian, de jongere broer van John Sebastian, de zanger en oprichter van The Lovin' Spoonful. Sebastian en Steve Boone (ander bandlid) pasten de tekst aan om meer spanning te creëren.

## NPO Radio 2 Top 2000
| Nummers met noteringen in de NPO Radio 2 Top 2000 | '99 | '00 | '01  | '02  | '03  | '04  | '05  | '06  | '07  | '08  | '09  | '10  | '11  | '12  | '13  | '14-'15 | '16  |
| ------------------------------------------------- | --- | --- | ---- | ---- | ---- | ---- | ---- | ---- | ---- | ---- | ---- | ---- | ---- | ---- | ---- | ------- | ---- |
| Summer in the City (The Lovin' Spoonful)          | 803 | 935 | 992  | 968  | 1107 | 804  | 1170 | 1384 | 1811 | 1241 | 1515 | 1541 | 1640 | -    | 1975 | -       | -    |
| Summer in the City (Joe Cocker)                   | -   | -   | 1630 | 1393 | 1554 | 1410 | 1728 | 1628 | -    | 1844 | 1876 | 1856 | 1809 | 1590 | 1720 | -       | 1900 |

1. ↑  Een '-' betekent dat het nummer niet was genoteerd en een vetgedrukt getal geeft de hoogste notering van een nummer aan.
2. ↑  Deze tabel is bijgewerkt tot en met de laatste editie (2024).